# Polesie (Wólka Złojecka)
Polesie – część wsi Wólka Złojecka w Polsce, położona w województwie lubelskim, w powiecie zamojskim, w gminie Nielisz.
W latach 1975–1998 Polesie należało administracyjnie do województwa zamojskiego.
Wierni Kościoła rzymskokatolickiego należą do parafii Chrystusa Króla w Złojcu.